# Miami Open 1971
Il Miami Open 1971 è stato un torneo di tennis giocato sul cemento. È stata la 3ª edizione del torneo e faceva parte del World Championship Tennis 1971. Si è giocato a Miami negli USA dal 29 marzo al 4 aprile 1971.

## Campioni

### Singolare maschile
Cliff Drysdale ha battuto in finale  Rod Laver con il punteggio di 6–2 6–4 3–6 6–4

### Doppio maschile
John Newcombe /  Tony Roche hanno battuto in finale  Roy Emerson /  Rod Laver con il punteggio di 7–6, 7–6